# Воскове місто (фільм)
«Воскове місто» (англ. City of Wax) — американський короткометражний документальний фільм Стейсі та Горація Вудардів 1934 року, знятий кінокомпанією Fox Film Corporation. В 1935 році він отримав премію «Оскар» за найкращий ігровий короткометражний фільм.

## Сюжет
Стрічка описує життя окремо взятої бджоли.

## У ролях
- Гейн Вітмен — оповідач